# Eddie Griffin
Edward "Eddie" Griffin (født 15. juli 1968) er en amerikansk skuespiller og komiker. Han er bedst kendt for sin sitcom Malcolm & Eddie, sammen med medspilleren, Malcolm-Jamal Warner og hans rolle i komediefilmen, Undercover Brother fra 2002, som filmens titelkarakter. Han lavede også overskrifter i 2007 da han var involveret i en bilulykke med sin Ferrari Enzo.

## Liv og karriere
Griffin blev født i Kansas City i Missouri og opfostret af sin enlige mor, Doris. Eddies far er Griffin Sr. Han har to brødre, Luther og Wilbert. Han studerede på College Preparatory Academy High School i sin fødeby, hvor han tre år i træk blev navngivet "klassens klovn". Han giftede sig i en alder af seksten, og fik et barn med sin kone. Men han blev skilt kun et år efter ægteskabet. Griffin fik fælles forældremyndighed over deres søn Eddie Jr. Kort efter sin skilsmisse, sluttede han sig til flåden. Griffin arbejdede derefter som en koreograf for en dansegruppe, der optrådte med underholdning for Kansas City Chiefs. En nat fulgte han sin fætter til en klub, hvor han prøvede sig stand-up comedy. 
Han medvirkede i mange film, bl.a. The Meteor Man (1993), Deuce Bigalow: Male Gigolo (1999), Double Take (2001), Undercover Brother (2002), John Q (2002), Scary Movie 3 (2003), Deuce Bigalow: European Gigolo (2005) og Norbit (2007). Senere i 2007, medvirkede Eddie sammen med Steven Seagal i Urban Justice en thriller sat i New Mexico. Han medvirkede også i UPN tv-serien Malcolm & Eddie (1996-2000). Ud over sine skuespil-jobs, har han også medvirket på to spor fra Dr. Dre's album 2001 . Han har også optrådt i reklamer for Miller Beer's Man Love. Griffin er kendt for sin komiske rutine at efterligne Michael Jackson på crack kokain. Han har også haft en gæsteoptræden i Chapelle's Show i sketchen "World Series of Dice" som karakteren "Grits n 'Gravy".
I 2005 optrådte han i filmen The Wendell Baker Story, hvor han spillede McTeague, der var Owen Wilsons karakters onde makker.
Han er også betragtet som en talentfuld stand-up-komiker.

## Filmografi
| År   | Film                           | Rolle                            |
| ---- | ------------------------------ | -------------------------------- |
| 1991 | The Last Boy Scout             | Club DJ                          |
| 1992 | Brain Donors                   | N/A                              |
| 1993 | The Meteor Man                 | Michael Anderson                 |
| 1994 | House Party 3                  | N/A                              |
| 1994 | Jason's Lyric                  | Rat                              |
| 1995 | The Walking Dead               | Pvt. Hoover Brache               |
| 1997 | Eddie Griffin: Voodoo Child    | Sigselv                          |
| 1998 | Armageddon                     | N/A                              |
| 1999 | Deuce Bigalow: Male Gigolo     | Tiberius Jefferson "T.J." Hicks  |
| 1999 | The Mod Squad                  | N/A                              |
| 1999 | Foolish                        | Miles "Foolish" Waise            |
| 2000 | All Jokes Aside                | Sigselv                          |
| 2000 | Picking Up the Pieces          | N/A                              |
| 2001 | Double Take                    | Freddy Tiffany                   |
| 2002 | John Q                         | Lester Matthews                  |
| 2002 | The New Guy                    | Luther                           |
| 2002 | Undercover Brother             | Anton Jackson/Undercover Brother |
| 2002 | Pinocchio                      | N/A                              |
| 2003 | Dysfunktional Family           | Sigselv                          |
| 2003 | Scary Movie 3                  | Orpheus                          |
| 2004 | Blast!                         | N/A                              |
| 2004 | My Baby's Daddy                | Lonnie                           |
| 2005 | The Wendell Baker Story        | McTeague                         |
| 2005 | Deuce Bigalow: European Gigolo | T.J. Hicks                       |
| 2006 | Date Movie                     | Frank Jones                      |
| 2006 | Irish Jam                      | Jimmy Winston "Da Jam" McDevitt  |
| 2007 | Norbit                         | Pope Sweet Jesus                 |
| 2007 | Redline                        | Infamous                         |
| 2007 | I'm Rick James                 | Sigselv                          |
| 2007 | Urban Justice                  | Armand Tucker                    |
| 2007 | Freedom of Speech              | N/A                              |
| 2008 | Beethoven's Big Break          | Stanley                          |
| 2009 | Young World                    | N/A                              |
| 2010 | Hollywont                      | N/A                              |
| 2010 | Bunyan and Babe                | TBA                              |

## Fjernsyn
- Malcolm & Eddie (1996–2000)
- The Year Without a Santa Claus (2006)
- Chappelle's Show optrådte i en sketch som Grits N' Gravy.
- Eddie Griffin Going For Broke (2009)